# Огарка
Огарка (пол. Ogarka) — село в Польщі, у гміні Влощова Влощовського повіту Свентокшиського воєводства.
Населення — 149 осіб (2011).
У 1975-1998 роках село належало до Келецького воєводства.

## Демографія
Демографічна структура на день 31 березня 2011 року:
|          | Загалом | Допрацездатний вік | Працездатний вік | Постпрацездатний вік |
| -------- | ------- | ------------------ | ---------------- | -------------------- |
| Чоловіки | 76      | 10                 | 49               | 17                   |
| Жінки    | 73      | 12                 | 33               | 28                   |
| Разом    | 149     | 22                 | 82               | 45                   |